# 分趾鞋襪

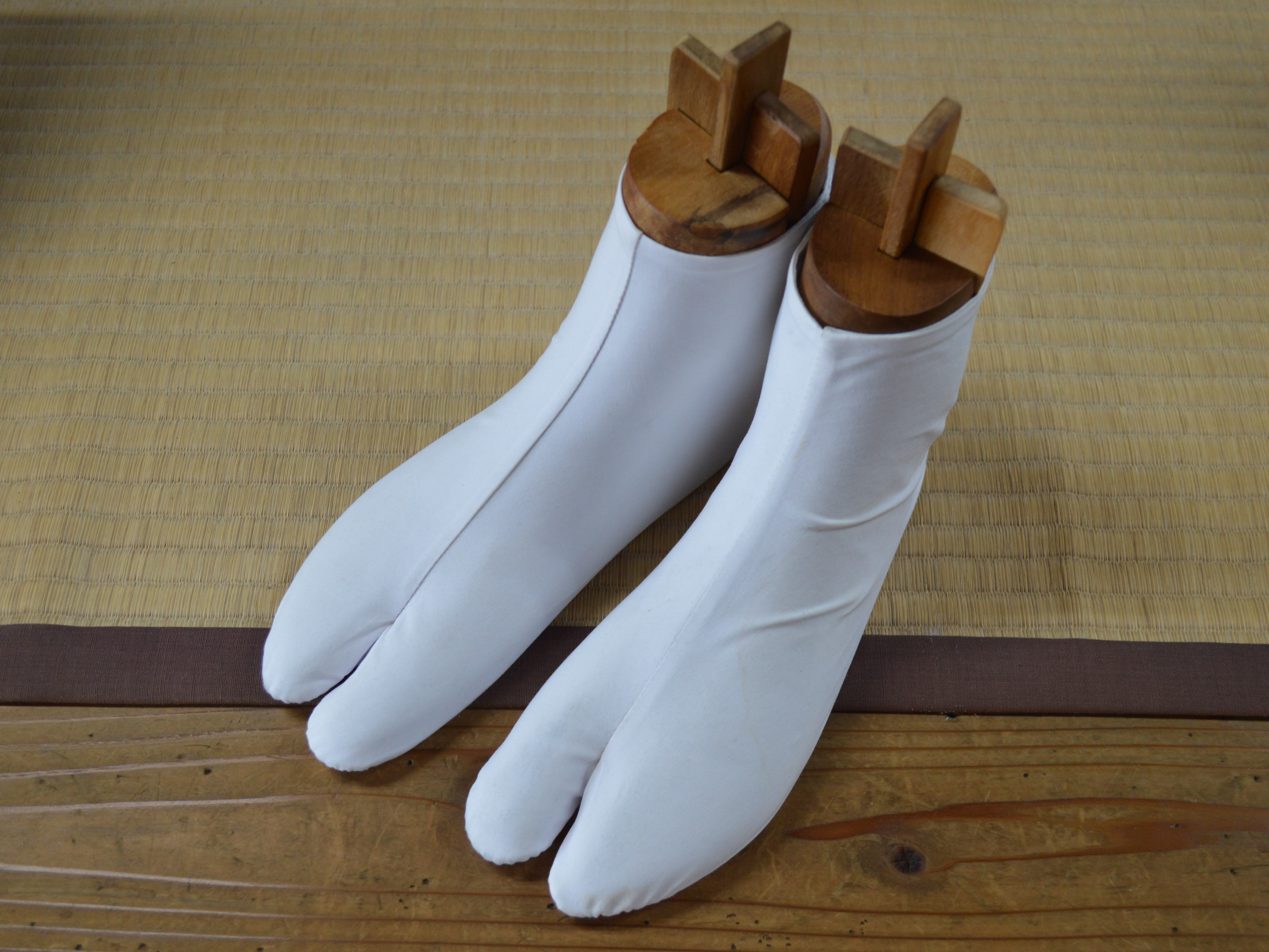
分趾鞋襪

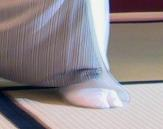
腳穿分趾襪

分趾鞋襪，或稱二趾鞋襪，是拇趾與其餘四趾分開的鞋子和襪子，日語稱足袋（たび）。中國古代稱分趾襪或二趾襪為丫頭襪（也作鴉頭襪、鵶頭襪）或歧頭襪，除了是布料、絲織品所造之外，有些是用皮革製成的，因此有時會寫成丫頭韈、鴉頭韈、鵶頭韈、丫頭韤、鴉頭韤、鵶頭韤、歧頭韈、歧頭韤。

## 詞源
「足袋」本來是古漢語稱襪子，日本也引進了這個名稱，在11世紀時就有「足袋」的記載。後來在日語裡變成專指分趾的襪子和鞋。

## 歷史

### 中國
分趾襪最早出現在中國，稱為「丫頭襪」。唐朝的李白有《越女词》云：“屐上足如霜，不着鸦头袜。”「鴉」是「丫」的通假字。當時江南人因為當地氣候潮濕多雨，多穿木屐，丫頭襪就是專用來配搭人字帶木屐的襪子。
至宋朝，丫頭襪仍然很流行，姜夔《鷓鴣天·己酉之秋苕溪記所見》提到：「籠鞵淺出鴉頭襪，知是凌波縹渺身。」，當時不但在江南地區流行，在北方也可以見到，金朝元好問《續小娘歌》之五：“風沙昨日又今朝，踏碎鵶頭路更遙。”吴无闻注曰：“鸦头袜，女子歧头袜。”
元朝時丫頭襪也很常見於江南，當時浙江諸暨人楊維楨《翡翠巢》：「屏開時露鴉頭襪，絃斷應銜鳳嘴膠。」當時在諸暨民間，農婦做鴉頭襪、草鞋襪是必須的技能。
清末民初的綠林人物仍有穿著。

### 引用
1. ↑  姜夔《鷓鴣天·己酉之秋苕溪記所見》：「京洛風流絕代人，因何風絮落溪津。籠鞵淺出鴉頭襪，知是凌波縹渺身。」
2. ↑   楊維楨《翡翠巢》：「羅浮花使先春到，來傍玉樓深處巢。舞雪艷翻楊柳絮，歌雲輕壓海棠梢。屏開時露鴉頭襪，絃斷應銜鳳嘴膠。卻笑雪衣娘太劣，雕籠深鎖未全教。」

### 网页
- 羅襪
- （日語）足袋　Tabi （页面存档备份，存于）
- 詞語“鴉頭襪”的解釋

## 參閱
- 五趾襪
- 草履
- 羅襪
- 足衣（韤、韈）
- 布襪（朝鲜语：버선）
- 雲襪
- 裹足
- 下駄
- 草鞋
- 人字拖